# あいみょん
あいみょん（1995年〈平成7年〉3月6日 - ）は、日本のシンガーソングライター。
兵庫県西宮市出身。所属事務所はエンズエンターテイメント。所属レコードレーベルはワーナーミュージック・ジャパン傘下のunBORDE。

## 来歴
歌手や女優になることを夢見ていた祖母やPAエンジニアである父の影響で音楽に触れて育ち、中学生の時から作詞作曲を始める。

### 学生時代
中学2年生の時に作詞を始め、同じ頃に父親からエレクトリック・ギターを渡されるものの、欲しかったアコースティック・ギターではなかったこともあって一ケ月も経たずにやめてしまう。
中学3年生のときに学校に来ていたALT（Assistant Language Teacher）の英語教師が帰国する際にアコースティック・ギターを残していってくれたのがきっかけで再び弾き始める。最初はひとりで教則本を見て簡単そうなものからチャレンジしていき、尾崎豊やスピッツなどの曲をカバーしていた。
高校1年生の頃から曲を作り始める。在学中に同い年の地元の友人がYouTubeにアップしていた音楽番組に出演し、初めて人前で曲を披露する。またその頃に友達が応募したオーディションで決勝まで進む。
学校の先生に音楽活動をしたいと言っても「そんなことより勉強しろ」「なんで勉強せえへんのや」と言われていた。勉強をしていなかったため学校のテストの日を休んだこともある。この時期に「自分って何にも出来ひんねんや、やっぱり」と思っていた。
高校2年の冬に中退した。その後、定時制の学校に転入して卒業した。

### アルバイト時代
上記の映像を見た所属事務所の人間がTwitter経由で連絡を取ってきたことがきっかけでライブ活動を始めた。高校卒業後はフリーターとしてアルバイトをしながら梅田や大阪城ホールの周辺で路上ライブをしていた。
2014年に所属事務所の社長によりワーナーミュージック傘下のレーベルunBORDEの代表・鈴木竜馬に紹介される。しかし事務所サイドの「下手に急いでデビューさせるよりは長く愛されるアーティストに育てたい」という意向もあって最初のリリースはテストマーケティングとしてインディーズレーベルからと決まり、メジャー・デビュー前にunBORDEによる作詞作曲やライブパフォーマンスを含めたトレーニングが始められた。またプロデューサーの星野純一に「事務所に正式に入るまでに50曲作ってみて」と言われて曲を作り始め、デビュー時点で親子の絆や性的真理など死生観に因んだ曲から恋愛模様までを歌った130曲ほどのデモ音源を持っていた。ライブハウスで活動していた時期もあり、最初の頃のライブは客が2人程だった。

### インディーズデビュー
2015年2月4日にリリースされたジャニーズWESTの3rdシングル『ズンドコ パラダイス』に収録の「Time goes by」で作詞家デビュー。
3月4日、タワーレコード限定シングル『貴方解剖純愛歌 〜死ね〜』でインディーズ・デビュー。その過激な歌詞が話題となり、テレビ・ラジオ各局では放送自粛となるもオリコンインディーズウィークリーチャートで10位にランクインする。5月20日、初の全国流通盤となる1stミニアルバム『tamago』をインディーズでリリース。
2016年2月16日、スペースシャワーTVが近い将来にブレイクが期待されるニューカマーを紹介する企画イベント『SPACE SHOWER NEW FORCE』出演の10組の中に選出される。4月10日、「unBORDE」設立5周年記念イベント「Coca-Cola presents unBORDE 5th Anniversary Fes 2016」において8000人の観客の前で初ライブを行う。

### メジャーデビュー
11月30日、シングル『生きていたんだよな』でunBORDEよりメジャー・デビュー。デビューシングルにはスタッフ満場一致で女子高生の自殺をテーマにしたこの曲が選ばれた。表題曲はテレビ東京のテレビドラマ「吉祥寺だけが住みたい街ですか?」の主題歌に使用された。またデビューした日である11月30日をファンが「あいみょんの日」、「いいさおの日（ギターの日）」と語呂合わせをした。これを本人は運命的な日であると気に入っている。
2017年2月4日に公開された映画『恋愛奇譚集』に初の映画主題歌となる「漂白」を書き下ろした。8月2日に3rdシングル『君はロックを聴かない』を発売し、全国AM/FMラジオ計42局で8月度のヘヴィー・ローテーション/パワープレイを獲得し、獲得数の記録を4年3か月ぶりに更新した。
9月13日、1stフルアルバム『青春のエキサイトメント』を発売し、2年以上オリコンチャートに入り続けるロングセールスを記録。
2018年4月、FM802の春のキャンペーン「FM802 X TSUTAYA ACCESS!」キャンペーンソング「栞」を歌う期間限定ユニットRadio Bestsellersに参加。6月22日、初の海外公演となる「AIMYON TOUR 2018 -TELEPHONE LOBSTER-ADDITIONAL SHOW "TAIWAN"」を台湾・Legacy Taipeiにて開催。現地で放送されたドラマ「吉祥寺だけが住みたい街ですか?」の人気に乗じてその主題歌だった「生きていたんだよな」もヒットしたため、約1000人の会場は超満員だった。8月8日、5thシングル『マリーゴールド』をリリース。ストリーミングチャートで20週連続1位を記録。10月12日に公開された映画『音量を上げろタコ!なに歌ってんのか全然わかんねぇんだよ!!』のダブル主題歌のうち、吉岡里帆演じるふうかの歌う「体の芯からまだ燃えているんだ」の作詞・作曲を担当。12月31日に第69回NHK紅白歌合戦に初出場。その選考理由について番組のチーフプロデューサー渋谷義人は、「配信で人気。10代、20代の方の“デジタルネイティブ”と言われている世代に人気で、今年の活躍が顕著」であると述べている。本番では「マリーゴールド」を歌唱した。
2019年1月25日公開の劇場長編アニメーション『あした世界が終わるとしても』に主題歌「あした世界が終わるとしても」と挿入歌「ら、のはなし」を書き下ろした。4月17日に映画『クレヨンしんちゃん 新婚旅行ハリケーン 〜失われたひろし〜』主題歌となった「ハルノヒ」を7thシングルとして発売。5月31日公開の映画『さよならくちびる』の挿入歌「誰にだって訳がある」および「たちまち嵐」の作詞作曲を手掛けた。歌唱は劇中に登場する小松菜奈と門脇麦が演じるキャラクターによる女性ギターデュオ・ハルレオが担当。10月から自身最大規模となるホール・アリーナツアー「AIMYON TOUR 2019 -SIXTH SENSE STORY-」を開催。
2020年7月24日（23日深夜）、ニッポン放送にて特別番組『あいみょんのオールナイトニッポン』を担当。
2022年11月15日、翌2023年度上半期の連続テレビ小説『らんまん』の主題歌を担当することが発表された。連続テレビ小説の主題歌を平成改元以降に生まれた歌手が担当するのは2015年度下半期の『あさが来た』の主題歌『365日の紙飛行機』を担当したAKB48（リードボーカルは山本彩）以来7年半ぶりであり、ソロ歌手としては初の事例である（2006年度下半期の『芋たこなんきん』における林明日香は主題歌でなく挿入歌と劇中歌の担当だった）。

## 人物
血液型O型。アーティスト名である「あいみょん」は、もともとはアルバム『tamago』に収録されている「○○ちゃん」の楽曲のモデルになった友達から呼ばれていたあだ名である。
男性のシンガー・ソングライターに憧れ、漢字の名前がカッコいいと考えていたため、「あいみょん」をそのまま芸名とするつもりは全くなく、所属事務所に「あいみょんで行こうか」と言われた際には「イヤや！めっちゃイヤや！」と思ったという。
台湾では「愛繆」（アイミオ）のアーティスト名で作品をリリースしている。
同性からの支持も強いことについては「めっちゃ嬉しいです！」と話した。
中学生時代は陸上競技部に所属し、副部長を務めるほど部活一筋であった。
勉強が本当に大嫌いである。
高校を一回辞めた経験がある。「友達は中学時代の友達で止まってる」「友達やと思ってたけど、こんな簡単にバイバイできるもんかと思った」「高校で出来た友達は連絡先も誰も知らない」と話している。
好きな食べ物はイクラ、嫌いな食べ物は魚と、小さい頃に喉に詰まらせた事がトラウマになって苦手になったというキノコである。
動物が好きで、よく上野動物園に遊びに行っていたと語っている。
理想の男性像に父親を挙げている。
また、『ドラえもん』『天空の城ラピュタ』が好きである。
2019年のインタビューで「今の子たちはスマホとかの画面越しのものがリアルやと思いがちなんですけど、ほんまはその画面を超えた先にあるものがリアルなんですよね。どうしても画面のなかだけを真実だと思って動いちゃうから、よくないのかもしれへんなと思っていて。だから、もうちょっと外を歩こうよ、周りを見て生活するのもいいよってと言ってあげたい」と話した。
メジャーデビューが決まった際にはあまりの過密スケジュールに「自分はこれをしたかったのか？」と悩んだがその活動をすることで曲も聴かれるようになるとだんだんと分かっていった。
交友関係が広いイメージだと言われるが「それ言われます！でも割と狭く深くのタイプだと思う。こういう活動をしているとどうしても出会いってたくさんあるし、どこからが友だちかっていうのは、もう一生のテーマで。知人も多いけど、深く自分のことを話し合える人ってなると、そこまでたくさんいないです。」と話した。
夢について聞かれた際には「10年とか20年先の夢を持つことも大事やなとは思いつつも「明日なにができるか」っていうのがほんまは一番重要だと思っていて。10年後に生きている確率よりも、明日生きている確率の方がきっと高いじゃないですか。だから明日持つ夢の方がすごく大事です。夢というか目標、明日絶対にゴミを捨てるとかでもいいですし、明日絶対この子に会ってこれを話すとかでもいい。それをクリアできるかどうかなのかなと思っています。」「明日叶えられる夢もあるんかなって。遠いところに夢を設定してしまうと、結局まだまだ時間があるとか思っちゃう。明日叶えられる夢の方が多いのかもしれへんって思います」と話した。
阪神・淡路大震災で被災したばかりの西宮市で、震災の2か月後に生まれたことで「お母さんのお腹の中で被災しました」と話し、「私の世代が最後の被災者の年」としている。

### 家族
6人姉弟の上から2番目の次女。両親が21歳の時に生まれている。姉と妹はそれぞれ4人ずつの子供がおり、祖母は孫、ひ孫が合計28人いるという。家族とは仲が良く、常に心の支えになっている。

### 音楽性
音楽的ルーツはスピッツ、浜田省吾、吉田拓郎、河島英五、尾崎豊、フリッパーズ・ギターおよび小沢健二、平井堅など、自分とは異なる性ゆえに正反対の感性で言葉を選ぶ男性のシンガーソングライターで、旋律より歌詞を重要視し、比喩表現が上手な芸術家を好む。特にフォークソングが好き。最初に目指していた音楽性も小沢健二やフリッパーズ・ギターのようなものだった。
好きな女性に対する男性の必死な様などが好きであり、なおかつ憧れであるため、男性目線の曲を多く作り出している。
映画『クレヨンしんちゃん 嵐を呼ぶ モーレツ!オトナ帝国の逆襲』を観て、太陽の塔、岡本太郎、挿入歌を担当した吉田拓郎、ベッツィ&クリスに惹かれたと語っている。その後、岡本太郎の人生観に共感し、太陽の塔の下で歌うことを目標に掲げている。
あいみょん自身は、自分の音楽性や自分の音楽がどういうジャンルに属しているのか、あるいは自分がどんな音楽をやりたいのかまだ定まっていないと語っている。楽曲制作はあいみょんが書いた歌詞とギター弾き語りのデモ曲からアレンジャーたちとイメージを膨らませていく。本人は自分の音楽はギターと声だけで成り立つので、弾き語りしたものが一番と思ってもらえるのが一番良いはずだし、それがシンガーソングライターの強みでもあると語っている。

### 評価
柴那典は「あいみょんは平成最後に浜田省吾を受け継いだ“J.GIRL”であり、ようやく登場したミスチルとスピッツの正統後継者説」を唱えている。また、あいみょんはストリーミングサービスから出てきた最初のスターだと語っている。

### ファン
声優の水田わさびがファンだと公言しているほか、新しい学校のリーダーズ、越智ゆらのからも評価されている。また、ベーシストであるOKP-STAR (EX.Aqua Timez) が大ファンだと公言し、ライブにも足を運んでいる。

## 受賞歴
- FM Q LEAGUE AWARD 2017：年間大賞 - 「君はロックを聴かない」[64]。
- FM5局共同企画「NIHON SAFETY MUSIC FOR THE NEXT」：NEXT BREAK ARTIST[65]。
- 第61回日本レコード大賞：優秀アルバム賞 - 「瞬間的シックスセンス」。
- MTV Video Music Awards Japan：最優秀アーティストビデオ賞「今夜このまま」（2019年）。
- SPACE SHOWER MUSIC AWARDS 2020：BEST FEMALE ARTIST。
- MTV Video Music Awards Japan：最優秀邦楽女性アーティストビデオ賞 / BEST VIDEO OF THE YEAR「裸の心」（2020年）[66]。
- 第120回ザテレビジョンドラマアカデミー賞：ドラマソング賞「会いに行くのに」（2024年）[67]。

## ディスコグラフィ

### シングル

#### CDシングル
|          | 発売日     | タイトル                | 規格品番   | 最高位    | 最高位 | 初収録アルバム | RIAJ認定 | RIAJ認定 |
| オリコン | 発売日     | タイトル                | 規格品番   | Billboard | DL     | 初収録アルバム | ST       |          |
| -------- | ---------- | ----------------------- | ---------- | --------- | ------ | -------------- | -------- | -------- |
|          | 2015/03/04 | 貴方解剖純愛歌 〜死ね〜 | LASCD-0061 | 圏外      | 48位   | tamago         |          |          |

|          | 発売日     | タイトル                                            | 規格品番     | 最高位    | 最高位 | 初収録アルバム               | RIAJ認定   | RIAJ認定     |
| オリコン | 発売日     | タイトル                                            | 規格品番     | Billboard | DL     | 初収録アルバム               | ST         |              |
| -------- | ---------- | --------------------------------------------------- | ------------ | --------- | ------ | ---------------------------- | ---------- | ------------ |
| 1st      | 2016/11/30 | 生きていたんだよな                                  | WPCL-12398   | 67位      | 41位   | 青春のエキサイトメント       |            | ゴールド     |
| 2nd      | 2017/05/03 | 愛を伝えたいだとか                                  | WPCL-12606   | 51位      | 15位   | 青春のエキサイトメント       | プラチナ   |              |
| 3rd      | 2017/08/02 | 君はロックを聴かない                                | WPCL-12708   | 76位      | 12位   | 青春のエキサイトメント       | プラチナ   | プラチナ     |
| 4th      | 2018/04/25 | 満月の夜なら                                        | WPCL-12877   | 31位      | 11位   | 瞬間的シックスセンス         |            | ゴールド     |
| 5th      | 2018/08/08 | マリーゴールド                                      | WPCL-12910   | 25位      | 1位    | 瞬間的シックスセンス         | ３プラチナ | ダイヤモンド |
| 6th      | 2018/11/14 | 今夜このまま                                        | WPCL-12971   | 18位      | 4位    | 瞬間的シックスセンス         | プラチナ   | プラチナ     |
| 7th      | 2019/04/17 | ハルノヒ                                            | WPCL-13037/8 | 6位       | 2位    | おいしいパスタがあると聞いて | プラチナ   | プラチナ     |
| 8th      | 2019/07/24 | 真夏の夜の匂いがする                                | WPCL-13070   | 18位      | 7位    | おいしいパスタがあると聞いて |            | ゴールド     |
| 9th      | 2019/10/02 | 空の青さを知る人よ                                  | WPCL-13107   | 7位       | 4位    | おいしいパスタがあると聞いて |            | ゴールド     |
| 10th     | 2020/06/17 | 裸の心                                              | WPCL-13180   | 4位       | 4位    | おいしいパスタがあると聞いて | プラチナ   | プラチナ     |
| 11th     | 2021/05/26 | 愛を知るまでは／桜が降る夜は                        | WPCL-13292   | 8位       | 11位   | 瞳へ落ちるよレコード         |            | プラチナ     |
| 12th     | 2021/11/24 | ハート                                              | WPCL-13339   | 10位      | 7位    | 瞳へ落ちるよレコード         |            | プラチナ     |
| 13th     | 2022/06/08 | 初恋が泣いている                                    | WPCL-13383   | 8位       | 16位   | 瞳へ落ちるよレコード         |            |              |
| 14th     | 2023/06/07 | 愛の花                                              | WPCL-13481/2 | 7位       | 9位    | 猫にジェラシー               |            |              |
| 15th     | 2023/12/06 | あのね                                              | WPCL-13522   | 4位       | 22位   | 猫にジェラシー               |            |              |
| 16th     | 2024/05/22 | 会いに行くのに                                      | WPCL-13556   | 14位      | 5位    | 猫にジェラシー               |            |              |
| 17th     | 2025/03/05 | スケッチ／君の夢を聞きながら、僕は笑えるアイデアを! | WPCL-13630   |           |        |                              |            |              |

#### 配信限定シングル
|     | 配信日     | タイトル         | 規格                   | 初収録アルバム               | RIAJ認定 |
| ST  | 配信日     | タイトル         | 規格                   | 初収録アルバム               |          |
| --- | ---------- | ---------------- | ---------------------- | ---------------------------- | -------- |
| 1st | 2020/02/14 | さよならの今日に | デジタル・ダウンロード | おいしいパスタがあると聞いて | ゴールド |
| 2nd | 2020/12/16 | スーパーガール   | デジタル・ダウンロード | 瞳へ落ちるよレコード         |          |
| 3rd | 2021/02/17 | 桜が降る夜は     | デジタル・ダウンロード | 瞳へ落ちるよレコード         | プラチナ |
| 4th | 2022/03/24 | 双葉             | デジタル・ダウンロード | 瞳へ落ちるよレコード         |          |
| 5th | 2023/10/03 | ノット・オーケー | デジタル・ダウンロード | 猫にジェラシー               |          |
| 6th | 2024/02/02 | リズム64         | デジタル・ダウンロード | 猫にジェラシー               |          |

### アナログ盤
|     | 発売日     | タイトル                                | 規格               | 規格品番     | オリコン 最高位 |
| --- | ---------- | --------------------------------------- | ------------------ | ------------ | --------------- |
| 1st | 2018/05/23 | 愛を伝えたいだとか Remix EP             | 12インチシングル盤 | WPJL-10102   | 108位           |
| 2nd | 2021/06/30 | 君はロックを聴かない / 青春と青春と青春 | 7インチシングル盤  | WPKL-10007   | 21位            |
| 3rd | 2023/01/11 | 瞳へ落ちるよレコード                    | 12inch LP盤        | WPJL-10171/2 | 2位             |

### アルバム

#### フルアルバム
|          | 発売日     | タイトル                     | 規格         | 規格品番     | 最高位 | RIAJ認定 |
| ディスク | 発売日     | タイトル                     | 規格         | 規格品番     | 最高位 |          |
| -------- | ---------- | ---------------------------- | ------------ | ------------ | ------ | -------- |
| 1st      | 2017/09/13 | 青春のエキサイトメント       | CD           | WPCL-12709   | 26位   | ゴールド |
| 2nd      | 2019/02/13 | 瞬間的シックスセンス         | CD           | WPCL-12996   | 2位    | プラチナ |
| 3rd      | 2020/09/09 | おいしいパスタがあると聞いて | 2CD          | WPCL-13235/6 | 2位    | プラチナ |
| 3rd      | 2020/09/09 | おいしいパスタがあると聞いて | CD           | WPCL-13210   | 2位    | プラチナ |
| 4th      | 2022/08/17 | 瞳へ落ちるよレコード         | CD＋Blu-ray  | WPZL-31975/6 | 2位    | ゴールド |
| 4th      | 2022/08/17 | 瞳へ落ちるよレコード         | CD＋DVD      | WPZL-31977/9 | 2位    | ゴールド |
| 4th      | 2022/08/17 | 瞳へ落ちるよレコード         | CD           | WPCL-13393   | 2位    | ゴールド |
| 5th      | 2024/09/11 | 猫にジェラシー               | CD＋2Blu-ray | WPZL-32144/6 | 2位    | ゴールド |
| 5th      | 2024/09/11 | 猫にジェラシー               | CD＋2DVD     | WPZL-32147/9 | 2位    | ゴールド |
| 5th      | 2024/09/11 | 猫にジェラシー               | CD           | WPCL-13599   | 2位    | ゴールド |

#### ミニアルバム
|     | 発売日     | タイトル           | 規格品番  | 最高位 |
| --- | ---------- | ------------------ | --------- | ------ |
| 1st | 2015/05/20 | tamago             | LACD-0255 | 239位  |
| 2nd | 2015/12/02 | 憎まれっ子世に憚る | LACD-0268 | 290位  |

### 映像作品
|                    | 発売日     | タイトル                                                                          | 規格品番           | 規格品番      | オリコン 最高位 |
| BD初回盤 DVD初回盤 | 発売日     | タイトル                                                                          | BD通常盤 DVD通常盤 |               | オリコン 最高位 |
| ------------------ | ---------- | --------------------------------------------------------------------------------- | ------------------ | ------------- | --------------- |
| 1st                | 2019/10/02 | AIMYON BUDOKAN -1995-                                                             | ENZT-00001         | ENXT-00001    | 4位             |
| 1st                | 2019/10/02 | AIMYON BUDOKAN -1995-                                                             | ENZT-00002/3       | ENBT-00001/2  | 4位             |
| 2nd                | 2020/07/08 | AIMYON TOUR 2019 -SIXTH SENSE STORY- IN YOKOHAMA ARENA                            | ENZT-00004         | ENXT-00002    | 1位             |
| 2nd                | 2020/07/08 | AIMYON TOUR 2019 -SIXTH SENSE STORY- IN YOKOHAMA ARENA                            | ENZT-00005/6       | ENBT-00003/4  | 1位             |
| 3rd                | 2021/07/07 | AIMYON TOUR 2020 ”ミート・ミート” IN SAITAMA SUPER ARENA                          | ENZT-00007         | ENXT-00003    | 1位             |
| 3rd                | 2021/07/07 | AIMYON TOUR 2020 ”ミート・ミート” IN SAITAMA SUPER ARENA                          | ENZT-00008/9       | ENBT-00005/6  | 1位             |
| 4th                | 2023/05/17 | AIMYON TOUR 2022 “ま・あ・る” IN PIA ARENA MM                                     | ENZT-00013/14      | ENXT-00005/6  | 1位             |
| 4th                | 2023/05/17 | AIMYON TOUR 2022 “ま・あ・る” IN PIA ARENA MM                                     | ENZT-00015/6       | ENBT-00007/8  | 1位             |
| 5th                | 2023/07/19 | Live & Documentary Film AIMYON 弾き語りLIVE 2022 -サーチライト- in 阪神甲子園球場 | ENZT-00017/18      | ENXT-00007/8  | 2位             |
| 5th                | 2023/07/19 | Live & Documentary Film AIMYON 弾き語りLIVE 2022 -サーチライト- in 阪神甲子園球場 | ENZT-00019/20      | ENBT-00009/10 | 2位             |

### 提供楽曲
- ジャニーズWEST「Time goes by」（作詞）「サムシング・ニュー」（作詞・作曲）
- 新しい学校のリーダーズ「学校行けやあ゛」（作詞・作曲）
- DISH//「猫」「へんてこ」（作詞・作曲）
- シン&ふうか/演奏: THIS IS JAPAN「体の芯からまだ燃えているんだ」（映画「音量を上げろタコ!なに歌ってんのか全然わかんねぇんだよ!!」挿入歌）（作詞・作曲）
- ハルレオ「誰にだって訳がある」「たちまち嵐」（映画「さよならくちびる」挿入歌）（作詞・作曲）
- 菅田将暉「キスだけで feat. あいみょん」（作詞・作曲）
- 木村カエラ「Continue」（作詞・作曲）

### 参加楽曲
- Radio Bestsellers[注 3]「栞」（2018年）
- RADWIMPS「泣き出しそうだよ feat.あいみょん」（2018年）
- 菅田将暉「キスだけで feat. あいみょん」（2019年）
- 平井堅「怪物さん feat.あいみょん」（2020年）

## タイアップ
| 曲名                                      | タイアップ                                                                                   |
| ----------------------------------------- | -------------------------------------------------------------------------------------------- |
| 生きていたんだよな                        | テレビ東京系ドラマ『吉祥寺だけが住みたい街ですか?』主題歌                                    |
| 漂白                                      | 映画『恋愛奇譚集』主題歌                                                                     |
| 愛を伝えたいだとか                        | KTS鹿児島テレビ「ナマ・イキVOICE」2017年6月度エンディングテーマ                              |
| ふたりの世界                              | ウェブマンガサービス『XOY』CMソング                                                          |
| 今夜このまま                              | 日本テレビ系水曜ドラマ『獣になれない私たち』主題歌                                           |
| プレゼント                                | フジテレビ系『めざましどようび』テーマソング                                                 |
| ら、のはなし                              | オリジナル長編アニメーション『あした世界が終わるとしても』挿入歌                             |
| あした世界が終わるとしても                | オリジナル長編アニメーション『あした世界が終わるとしても』主題歌                             |
| ハルノヒ                                  | テレビアニメ『クレヨンしんちゃん』エンディングテーマ                                         |
| ハルノヒ                                  | 映画『クレヨンしんちゃん 新婚旅行ハリケーン〜失われたひろし〜』主題歌                        |
| 真夏の夜の匂いがする                      | TBS系火曜ドラマ『Heaven?〜ご苦楽レストラン〜』主題歌                                         |
| 空の青さを知る人よ                        | オリジナル長編アニメーション『空の青さを知る人よ』主題歌                                     |
| 空の青さを知る人よ                        | フジテレビ系『とくダネ!』10月度お天気ソング                                                  |
| 葵                                        | オリジナル長編アニメーション『空の青さを知る人よ』主題歌                                     |
| さよならの今日に                          | 日本テレビ系『news zero』エンディングテーマソング（2020年1月 - ）                            |
| さよならの今日に                          | ドキュメンタリー映画『憧れを超えた侍たち 世界一への記録 2023 WORLD BASEBALL CLASSIC™』主題歌 |
| 裸の心                                    | TBS系火曜ドラマ『私の家政夫ナギサさん』主題歌                                                |
| 桜が降る夜は                              | AbemaTV「恋とオオカミには騙されない」主題歌                                                  |
| 愛を知るまでは                            | 日本テレビ系土曜ドラマ『コントが始まる』主題歌                                               |
| ハート                                    | TBS系 火曜ドラマ『婚姻届に判を捺しただけですが』主題歌                                       |
| 双葉                                      | NHK総合『あいみょん18祭』テーマソング                                                        |
| 初恋が泣いている                          | カンテレ・フジテレビ系月10ドラマ『恋なんて、本気でやってどうするの？』主題歌                 |
| 姿                                        | リクルート結婚情報サービス『ゼクシィ』CMソング                                               |
| 愛の花                                    | NHK連続テレビ小説『らんまん』主題歌                                                          |
| あのね                                    | 映画『窓ぎわのトットちゃん』主題歌                                                           |
| リズム64                                  | 資生堂『SHISEIDO BEAUTY WELLNESS』CMソング                                                   |
| 会いに行くのに                            | カンテレ・フジテレビ系月10ドラマ『アンメット ある脳外科医の日記』主題歌                      |
| ラッキーカラー                            | アサヒ飲料『カルピス』ブランドCMソング                                                       |
| ざらめ                                    | 読売テレビ・日本テレビ系日曜ドラマ『降り積もれ孤独な死よ』主題歌                             |
| スケッチ                                  | アニメーション映画『映画ドラえもん のび太の絵世界物語』主題歌                                |
| 君の夢を聞きながら、僕は笑えるアイデアを! | アニメーション映画『映画ドラえもん のび太の絵世界物語』挿入歌                                |
| いちについて                              | TBS系日曜劇場『19番目のカルテ』主題歌                                                        |

## 出演

### 音楽番組
- SONGS（NHK総合）
  - 第487回（2019年2月16日）
  - 第547回（2020年9月5日）
  - 第590回（2021年12月16日）
  - 第661回（2024年9月12日）
- シブヤノオトPresents あいみょん リクエストLIVE（2020年9月12日、NHK総合）
- シブヤノオトPresents あいみょん リクエストLIVE 拡大版
  - 4K版（2020年9月25日、NHK BS）
  - 地上版（2020年11月1日、NHK総合）
- あいみょん18祭（2022年3月23日、NHK総合）[97]
  - 再放送・ライブストリーミング配信（2022年4月3日）[98][99]

### その他のテレビ番組
- タモリ倶楽部 （2019年4月5日・2020年9月18日・2022年9月9日、テレビ朝日）[100][101][102]
- ブラタモリ（2024年11月2日 - 4日・2025年4月5日 - 、NHK総合） - ナレーション[103][104]

### 劇場アニメ
- クレヨンしんちゃん 新婚旅行ハリケーン 〜失われたひろし〜（2019年4月19日、東宝） - 本人 役[105]
- 君たちはどう生きるか（2023年7月14日、東宝） - ヒミ 役[106]

### ラジオ
- あいみょんのPM4:30（2017年1月3日 - 3月28日・2017年9月26日・2018年12月25日、Kiss FM KOBE）[107]
  - あいみょんのPM700（2019年11月11日・12日）
  - ひょうごe-県民 presents あいみょんのPM4:30～ひみつのレシピ～（2020年10月6日 - 27日）[108]
  - ひょうごe-県民 presents あいみょんのPM5:00～夢見たクジラのお腹の中で～（2022年10月7日 - 11月4日）[109]
  - 兵庫県 presents あいみょんのPM6:00～くじらにジェラシー～（2024年9月29日）[110]
- Listen with あいみょん（2017年、KKBOX/うたパス）[注 5][111]
- AIM ROOM（2017年、InterFM897）[112]
- MUSIC FREAKS（2018年10月14日 - 2019年9月29日、FM802、隔週で担当）[113]
- あいみょんのオールナイトニッポンGOLD（2023年4月7日 - 、ニッポン放送、毎月第1金曜担当）[114]。

### CM
- キリンビール 淡麗グリーンラベル（2020年4月14日 - ）
  - 共演
多部未華子（2020年4月 - 2021年3月）
広瀬アリス（2021年5月 - ）[115]

### NHK紅白歌合戦出場歴
| 年度   | 放送回 | 回 | 曲目                         | 備考    |
| ------ | ------ | -- | ---------------------------- | ------- |
| 2018年 | 第69回 | 初 | マリーゴールド               | [ 116 ] |
| 2020年 | 第71回 | 2  | 裸の心                       | [ 117 ] |
| 2021年 | 第72回 | 3  | 愛を知るまでは               | [ 118 ] |
| 2022年 | 第73回 | 4  | ハート〜君はロックを聴かない | [ 119 ] |
| 2023年 | 第74回 | 5  | 愛の花                       | [ 120 ] |
| 2024年 | 第75回 | 6  | 会いに行くのに               | [ 121 ] |

## 商標
「あいみょん」は、エンズエンターテイメントによって商標として登録されている。
| 登録項目等 | 内容等                           |
| ---------- | -------------------------------- |
| 商標       | あいみょん                       |
| 称呼       | アイミョン                       |
| 出願番号   | 商願2020-6482                    |
| 出願日     | 2020年(令和2年)1月21日           |
| 登録番号   | 第6331870号                      |
| 登録日     | 2020年(令和2年)12月18日          |
| 権利者     | 株式会社エンズエンターテイメント |
| 役務等区分 | 9、16、18、24、25、28、41類      |